# Jasha Sütterlin
Jasha Sütterlin, né le 4 novembre 1992 à Fribourg-en-Brisgau, est un coureur cycliste allemand, membre de l'équipe Bahrain Victorious.

## Biographie

### Catégories jeunes

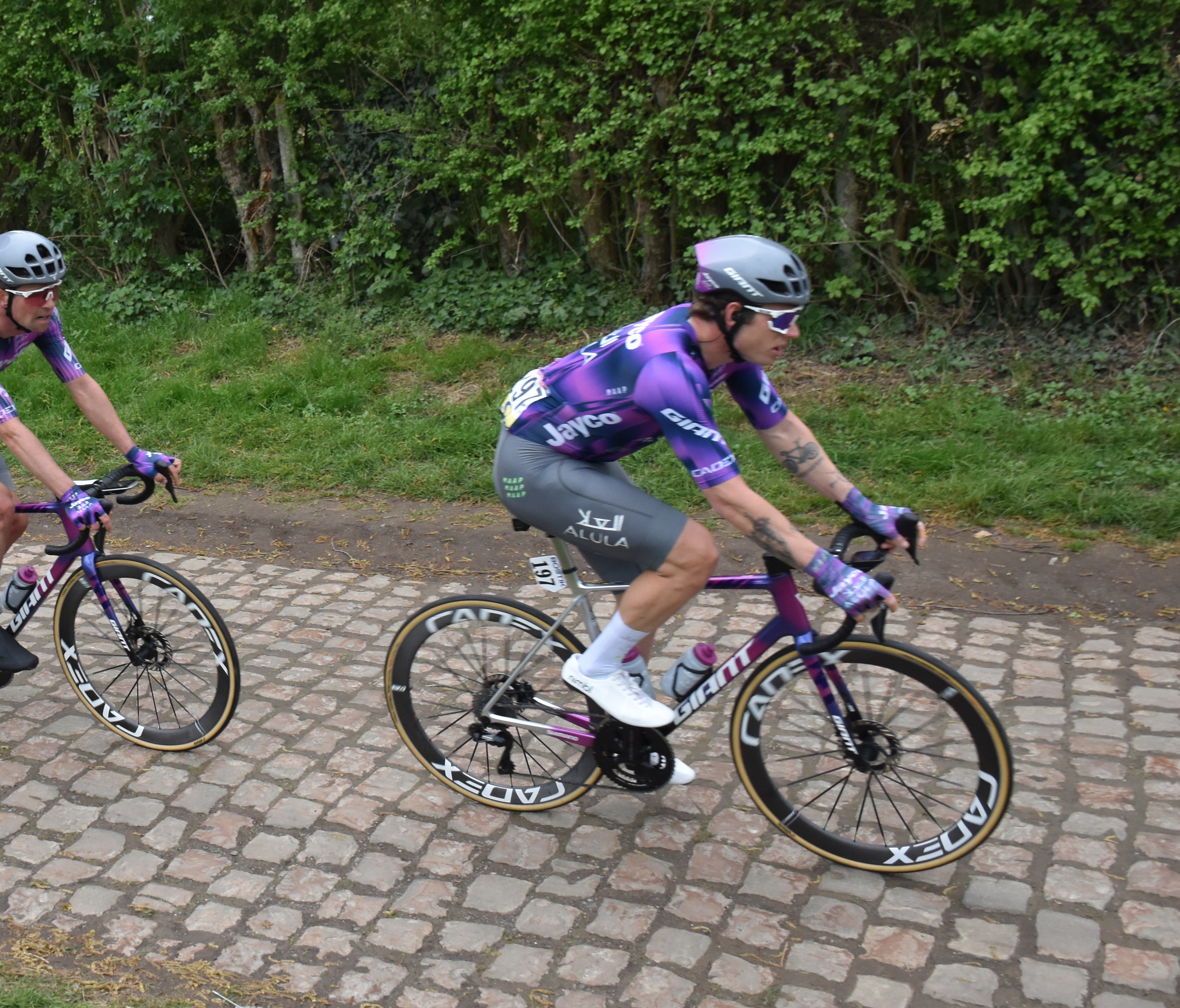
Jaska Sütterlin #197 - Paris-Roubaix 2025.

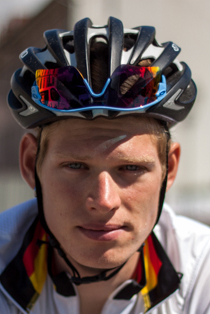
Jasha Sütterlin au départ de la 4e étape du Tour de l'Avenir 2013.

En catégorie junior, Jasha Sütterlin remporte en 2010 le championnat d'Allemagne du contre-la-montre et est médaillé d'argent du championnat du monde junior de cette spécialité.
Passé en catégorie espoirs (moins de 23 ans) en 2011, il rejoint l'équipe continentale Thüringer Energie. Il gagne cette année-là le Tour de Berlin. En 2012 et 2013, il est champion d'Allemagne du contre-la-montre des moins de 23 ans. En 2013, il est médaillé de bronze du championnat d'Europe du contre-la-montre de cette catégorie.

### Carrière professionnelle
En 2014, Jasha Sütterlin devient professionnel au sein de l'équipe World Tour espagnole Movistar. Ses contre-la-montre durant cette première saison sont décevants. Il obtient son meilleur classement au championnat d'Allemagne de la spécialité, prenant la septième place. Il est néanmoins sélectionné par Movistar pour disputer le championnat du monde du contre-la-montre par équipes. Il est distancé à mi-course par ses coéquipiers, qui prennent la sixième place. En fin d'année, il prolonge son contrat avec Movistar jusque 2017.
En 2016 il termine second du championnat d'Allemagne du contre-la-montre derrière l'intouchable Tony Martin. Il effectue également ses débuts sur un Grand Tour à l'occasion du Giro. Il termine à la onzième place de l'Eneco Tour. Ces performances amènent les dirigeants de la Movistar à prolonger son contrat jusque 2019.
Fin juillet 2019, il est sélectionné pour représenter son pays aux championnats d'Europe de cyclisme sur route. Il s'adjuge à cette occasion la dix-septième place du contre-la-montre individuel ainsi que la médaille d'argent du relais mixte.

## Palmarès sur route

### Palmarès amateur
- 2009
  - 3e du Rothaus Regio-Tour
  - 4e du championnat d'Europe du contre-la-montre juniors
- 2010
  -  Champion d'Allemagne du contre-la-montre juniors
  - 4e étape du Trofeo Karlsberg
  - Classement général du Tour de Basse-Saxe juniors
  -  Médaillé d'argent au championnat du monde du contre-la-montre juniors
  - 2e du Giro della Lunigiana
  - 3e du Trofeo Karlsberg
  - 8e du championnat du monde sur route juniors
- 2011
  - Classement général du Tour de Berlin
  - 3e du championnat d'Allemagne de la montagne espoirs[8]
- 2012
  -  Champion d'Allemagne du contre-la-montre espoirs
  - 8e du championnat du monde du contre-la-montre espoirs
- 2013
  -  Champion d'Allemagne du contre-la-montre espoirs
  - Prologue et 5e étape du Tour de la Vallée d'Aoste
  - 2e étape du Tour de Moselle (contre-la-montre)
  - 3e du Tour de Bretagne
  -  Médaillé de bronze au championnat d'Europe du contre-la-montre espoirs

### Palmarès professionnel
- 2015
  -  Médaillé de bronze au championnat du monde du contre-la-montre par équipes
- 2016
  - 2e du championnat d'Allemagne du contre-la-montre
- 2017
  - 3e étape du Tour de la communauté de Madrid
  - 2e du championnat d'Allemagne du contre-la-montre
- 2018
  - 2e du championnat d'Allemagne du contre-la-montre
- 2019
  -  Médaillé d'argent du championnat du monde du contre-la-montre par équipes en relais mixte
  -  Médaillé d'argent du championnat d'Europe du relais mixte contre-la-montre
  - 3e du championnat d'Allemagne du contre-la-montre
  - 9e de l'E3 BinckBank Classic

### Résultats sur les grands tours

#### Tour de France
2 participations
- 2017 : 108e
- 2021 : abandon (1re étape)

#### Tour d'Italie
5 participations
- 2016 : 113e
- 2019 : 120e
- 2022 : 87e
- 2023 : 75e
- 2024 : 57e

#### Tour d'Espagne
4 participations
- 2020 : 55e
- 2022 : 85e
- 2023 : 71e
- 2024 : 121e

### Classements mondiaux
| Année                                 | 2011 | 2012 | 2013 | 2014 | 2015 | 2016 | 2017 | 2018 | 2019 | 2020 | 2021  | 2022  | 2023  | 2024  |
| ------------------------------------- | ---- | ---- | ---- | ---- | ---- | ---- | ---- | ---- | ---- | ---- | ----- | ----- | ----- | ----- |
| UCI World Tour                        |      |      |      | nc   | nc   | 202e | 142e | 255e |      |      |       |       |       |       |
| Classement mondial                    |      |      |      |      |      | 472e | 372e | 440e | 287e | 419e | 1988e | 1057e | 2383e | 1708e |
| UCI Europe Tour                       | 254e | 771e | 223e |      |      | 980e | 716e | 420e | 234e | 343e | 1346e | 756e  | nc    | nc    |
| UCI Asia Tour                         | nc   | nc   | nc   |      |      | 486e | nc   | nc   |      |      |       |       |       |       |
|                                       |      |      |      |      |      |      |      |      |      |      |       |       |       |       |
| Légende : nc = non classéSource : UCI |      |      |      |      |      |      |      |      |      |      |       |       |       |       |

## Palmarès en cyclo-cross
- 2007-2008
  - 3e du championnat d'Allemagne de cyclo-cross cadets
- 2008-2009
  - 3e du championnat d'Allemagne de cyclo-cross juniors
- 2009-2010
  - 3e du championnat d'Allemagne de cyclo-cross juniors

## Distinctions
- Cycliste junior allemand de l'année : 2010